# 黑伯茨费尔登
黑伯茨费尔登是德国巴伐利亚州的一个市镇。总面积49.89平方公里，总人口3697人，其中男性1802人，女性1895人（2011年12月31日），人口密度74人/平方公里。